# Мятежная Патагония
«Мяте́жная Патаго́ния» (исп. La Patagonia rebelde) — художественный фильм аргентинского режиссёра Эктора Оливера, снятый в 1974 году по книге Освальда Байера «Мятежная Патагония». Через несколько дней после премьеры в 1974-м был запрещён правительством Перона.

## Сюжет
В 1921 году рабочие юга Аргентины, члены организации анархо-синдикалистов ФОРА, начали забастовку, требуя улучшения условий их труда. При посредничестве представителя президента Аргентины удалось добиться заключения трудового соглашения между крупными землевладельцами и рабочими профсоюзами, и забастовка была прекращена. Но хозяева отказались выполнять соглашение. И тогда снова началась забастовка, быстро ставшая всеобщей. В результате в район были введены войска, потопившие её в крови.

## В ролях
- Педро Алеандро — Феликс Новас
- Эктор Альтерио — лейтенант-коронель Савала
- Луис Брандони — Антонио Сото

## Награды и номинации
- 1974 — участие в конкурсной программе Берлинского кинофестиваля.